# 長崎市立飽浦小学校
長崎市立飽浦小学校（ながさきしりつ あくのうらしょうがっこう、Nagasaki City Akunoura Elementary School）は、長崎県長崎市飽の浦町にある公立小学校。

## 概要
歴史
1875年（明治8年）に設置された「第五大学区第一中学区飽ノ浦小学校」を前身とする。2010年（平成22年）に創立135周年を迎えた。
学校教育目標
「えがおいっぱいの子ども」
校章
旭日章と桜の花を組み合わせたものを背景にして、「飽」の文字を中央に配している。
校歌
作詞は八波則吉、作曲は長井幸人による。歌詞は2番まであり、1番に校名の「飽の浦」が登場する。
校区
中学校区は長崎市立丸尾中学校。

## 沿革
- 1875年（明治8年） - 「第五大学区第一中学区飽ノ浦小学校」（下等小学校）が創立。浦上淵村飽ノ浦郷（現・長崎市飽の浦町）大日社殿を校舎とする。
- 1882年（明治15年） - 「淵小学校」が設立され統合される。校舎には稲佐郷の淵神社[2]社務所が使用される。
- 1895年（明治28年） - 淵小学校が廃止[3]され、稲佐尋常小学校と「飽浦尋常小学校」に分離される。
- 1896年（明治29年） - 現校地に校舎が完成。
- 1898年（明治31年） - 長崎市に編入される。
- 1907年（明治40年） - 高等科を併置し、「飽浦尋常高等小学校」に改称。就学児童の増加に校舎施設が追い付かず、尋常科第1学年で二部授業を実施。
- 1908年（明治41年） - 立神分教場が立神尋常小学校[4]として独立する。
- 1913年（大正2年）4月 - 飽浦実業補習学校を併設。
- 1918年（大正7年）10月31日 - スペインかぜの大流行で、臨時休校となる。
- 1923年（大正12年） - 尋常小学校の授業料を全廃される。
- 1924年（大正13年）4月30日 - 飽浦実業補習学校が飽浦工業専修学校に改称。
- 1926年（大正15年） - 青年訓練所を併設。
- 1930年（昭和5年） - 木造校舎を解体し、コンクリート校舎を建設。
- 1935年（昭和10年）6月1日 - 青年学校令の公布に伴い、併設の工業専修学校と青年訓練所を統合し、飽浦女子青年学校が設置される。
- 1938年（昭和13年） - 空襲時の火災等に備えるため、校庭に防火用貯水槽が長崎市によって設置される[5]。
- 1940年（昭和15年）4月 - 高等科を新設の淵高等小学校へ移管し、名称が「飽浦尋常小学校」に戻る。児童数1,910名
- 1941年（昭和16年）4月1日 - 国民学校令により、「長崎市飽浦国民学校」と改称。
- 1944年（昭和19年）3月31日 - 戦時中の財政難により、飽浦女子青年学校が廃止される。
- 1947年（昭和22年） - 学制改革（六・三制の実施）により、旧国民学校初等科が改組され、「長崎市立飽浦小学校」（現校名）となる。
- 1955年（昭和30年） - 創立80周年記念式典を挙行。 8学級で二部授業を実施[6]。
- 1966年（昭和41年） - 体育館が完成。
- 1975年（昭和50年）11月22日 - 創立100周年記念式典を挙行。
- 1982年（昭和57年） - プールが完成。
- 1993年（平成5年）9月4日 - お別れ校舎記念式典を挙行。校舎・体育館・プールを解体。
- 1994年（平成6年）- 新校舎が完成。オープンスペース、和室、屋上プールを備える。
- 1995年（平成7年）- 体育館・運動場・体育倉庫が完成。創立120周年記念式典を挙行。コンピューター室を設置。
- 2005年（平成17年） - 創立130周年記念式典を挙行。

## アクセス
最寄りのバス停
- 長崎バス「飽の浦」バス停で下車後、徒歩5～10分。
  - 長崎駅方面から経由番号6番の全てのバスが飽の浦を経由する。「立神」「神の島教会下」「福田車庫前」「柿泊」行など。
  - 浦上駅方面からは、10番・20番・30番系統のバスに乗車し、「宝町」バス停で上記のバスに乗り換え。

最寄りの国道・県道
- 国道202号線（三菱通り）沿い

## 周辺
- 三菱重工業長崎造船所

## 関連事項
- 長崎県小学校一覧